# Seznam dvorcev v Sloveniji
Seznam dvorcev v Sloveniji.

## Seznam

### A
- Dvorec Adlershofen
- Ajmanov grad (Ehrenau)
- Dvor Altenhof
- Dvor An der Auen
- Dvor Anderburg
- Apfaltrerjev dvorec (Apfaltrerhof)

### B
- Dvor Babinci (Wagenhof)
- Dvor Babnopolje (Neubabenfeld)
- Dvorec Bajnof (Weinhof)
- Dvor Banovci
- Barbova graščina
- Dvor Baumgartnerjev dvor (Baumgartnerhof)
- Dvor Begunje (Katzenstein)
- Dvor Belica (Weizenbach)
- Dvorec Belnek (Wildeneck)
- Dvorec Beltinci (Balatincz)
- Dvor Beričevo
- Dvor Besnica (Wesnitz)
- Pristava Bile (Willach)
- Dvorec Bistra (Freidenthal) (Grad Bistra)
- Dvor Bistrica (Feistritz)
- Dvorec Blagovna (Reifenstein)
- Dvorec Boben (Auritzhof)
- Dvorec Bohinj (Wochain)
- Grad Bokalce
- Dvor Boltija (Waldhof)
- Dvor Boreci
- Dvorec Boštanj (Hof Savestein)
- Dvor Boštanj (Hof Saustein)
- Dvor Brčice (Bertschitz, Werschitz)
- Dvorec Brdarci (Windenperg)
- Dvorec Brest (Ebenporthen)
- Dvor Bresternica
- dvorec Breška hiša (Imovica)
- Dvor Brezje
- Dvor Brezovec
- Grad Brdo pri Kranju
- Dvor Brinje (Seittenhoff)
- Dvor Brinje II (Brynie)
- Dvor Brnik
- Dvorec Bukovje, Bukovje, Dravograd
- Dvor Bukovica (Bukowitz)

### C
- Lovski dvorec na Cankovi
- Cekinov grad (Ljubljana)
- Knežji dvorec, Celje
- Stara grofija, Celje
- Dvorec Cerkno (Zircknahof)
- Dvor Chanolov dvor
- Dvor Cheys
- Codellijeva graščina (Kodeljevo)
- Dvor Cven (Zween)

### Č
- Dvorec Čatež (Tschatesch)
- Dvor Čemšenik (Tschemschenickhof)
- Dvor Čeplje (Tscheple)
- Dvorec Černeče (Tscherberg)
- Dvorec Češenik (Scherenbüchel)
- Dvor Češnjevek (Nazzarn)
- Dvor Češnjice (Liechteneck)
- Dvorec Čretež (Reutenberg)
- Dvorec Črnci (Freudenau)
- Dvorec Črnelo (Rotenbüchel)
- Dvor Črni potok (Schwarzenbach)
- Dvorec Črnomaljski dvorec (Hof Tschernembl)
- Križniška komenda Črnomelj (Tschernembl)
- Dvorec Čušperk (Zobelsberg)

### D
- Dvor Dob I. (Koroška)(Aich)
- Dvor Dob II. (Kranjska) (Aich)
- Dvorec Dob
- Dvor Dob, Gorenjska
- Dvorec Dobje
- Dvor Dobrava I. (Koroška)
- Dvorec Dobrava II. (Guttenhof)
- Dvorec Dobrova (Dobrowa)
- Dvorec Dobravica (Dobrawecz)
- Dvorec Dobravica (Guttenhoff)
- Dvorec Dobrovo (Grad Dobrovo)
- Dvorec Dol (Lusttal)
- Dvor Dole (Thal)
- Dvor Dolge njive (hoff an dem Langen akcher)
- Dvorec Dolsko (S. Alena)
- Dvorec Domineče (Dominetschhof)
- Dvor Domžale
- Dvor Done
- Dvorec Dornava
- Dvor Draga (Drag)
- Grad Dragomelj (Hof Dragembel)
- Dvorec Dragomelj (Dragembel)
- Dvor Dragomelj, Gorenjska (Hof Drogembl)?
- Dvorec Draškovec (Draskowitz)
- Dvor Drnča (Dermitschhoff) (Dvorska vas, Begunje na Gorenjskem)
- Dvor Drnovo (Doren)
- Dvor Dvor pri Polhovem Gradcu (Hof)
- Dvorec Dvorice (Dvorizhoff)
- Dvorec Dulna (Odolina)
- Dvorec Duplje (Dupplach)
- Dvor Dvorska vas

### E
- Dvor Ebenberg
- Dvorec Eggenwald

### F
- Farbarjev turn (Litija)
- Fedransbergova graščina (Fodransberg) (dvorec)
- Dvor Fojana (Floyan)
- Dvorec Frajštajn (Freistein)
- Dvor Fravnof (Frauenhof)
- Dvorec Fužine (Kaltenbrunn) (Grad Fužine)

### G
- Dvorec Gabrje (Gallenhoff)
- Dvor Gajniče (Ganitschhoff)
- Dvorec Galenhofen (Gallenhofen)
- Galetov grad (Pepensfeld)
- Garzarollijev dvorec (Garzarollhof)
- Dvor Gerbin (Gerben)
- Dvorec Glince (Gleinitz)
- Dvor Glinje
- Dvorec Globelo (Globelhof)
- Gocovski Dvorec
- Dvor Godešič (Godeschiz)
- Dvor Godič (Goditsch)
- Dvorec Golič
- Dvorec Golnik (Gallenfels) (Golnik)
- Dvorec Golo (Gallhof)
- Dvorec Gomila (Untererckenstein)
- Dvor Gorica (hof ze Goericz)
- Dvorec Goričane (Görtschach)
- Dvor Gorje
- Dvor Gradež (Hof Grades)
- Dvor Gradišče, Velike Lašče (Velike Lašče)
- Dvorec Gradišče, Slovenj Gradec (Gradisch) (Slovenj Gradec)
- Gravisijev grad
- Dvorec Grič (Hof zu Gritsch)
- Dvor Grič (Gritsch)
- Dvor Griček pri Črnomlju (Getreid Kasten)
- Dvorec Grimšče (Grimschitzhof)(Grimšče pri Bledu)
- Grad Grm (Novo mesto)
- Dvorec Grmače (Grünhof)
- Dvor Groblje, Gorenjska I.(Ebensfeld) (Groblje, Rodica)
- Dvorec Groblje II., Gorenjska (Ebensfeld)
- Dvor Groblje III., Dolenjska (Grueblach)
- Dvorec Grundelj (Grundthoff)
- Dvorec Gutenbuchel

### H
- Dvor Hajnžiče (Hainschitzhof)
- Dvorec Hamre (Majšperk)
- Dvor Hartenštajn, Slovenj Gradec (Hartenstein)
- Dvorec Hohenau
- Dvorec Hotemež (Hotemesch)
- Dvorec Hošperk (Haasberg) (dvorec Planina)
- Dvor Hotič (Ketiz)
- Dvor Hrastovce (Aicha)
- Dvorec Hrib (Obergortschach)
- Hrvaški dvor (Crabatischerhof)

### I
- Dvor Ihan (Jauchen)
- Dvorec Impoljca (Impelhoff)
- Dvorec Impoljca (Neustein)
- Ivniški dvor (Eibiswalder Stock)
- Dvor Iška vas (Iggdorf)
- Iški turn (pristava Gradu Ig)

### J
- Dvorec Jablje (Habach)]]
- Dvor Jabornik (Jabornigg)
- Jakobski dvor
- Dvorec Jama (Ifamma)
- Dvorec Javornik, Gorenjska (Iauerburg)
- Dvor Javornik (Gamseneck)
- Dvor Jelša (Erlachhof)
- Dvorec Jelše (Erlachstein) (Jelšingrad)
- Juhartov dvorec (Slovenska Bistrica)
- Jurgov dvor

### K
- Dvor Kacenberk (Katzenberg)
- Dvorec Kamen (Steinhoff)
- Dvorec Kandrše (Kandershof)
- Dvor Kamna gorica
- Dvorec Kamnik (Trutzturm)
- Dvor Kanižarica pri Črnomlju (Mayerhof)
- Dvor Khestenhof
- Dvor Kienhofen
- Dvor Klenik (Klienick)
- Dvor Klevišče (Klewisch)
- Dvor Koča vas (Hallerstein)
- Dvor Kočno
- Dvorec Kodeljevo (Codelli) (Grad Turn pri Ljubljani)
- Dvor Kokra
- Dvor Kolovec (Gerlachstein)
- Graščina Komenda (Commende)
- Dvor Kompolje, Sevnica (Gimpelhof)
- Dvor Kopija (Risenau)
- Dvorec Ortnek / Koslerjeva graščina/Koslerjev grad (Ortnek)
- Kosova graščina
- Dvorec Kostanjevica (Landstrass)
- Dvorec Kot (Winckel)
- Dvor Kozjane
- Dvorec Krasinec (Crassnitz)
- Dvorec Kravjek (Weineck)
- Dvorec Križ (Kreutz)
- Dvor Križate (Kreutzdorf)
- Dvor Krka (Gurckh)
- Grad Kromberk
- Dvor Kronovo (Cronowe)
- Dvor Krško (Hof pei der vest ze Gurkueld) (Krško)
- Dvorec Kumpolje, Litija (Gimpelhof)
- Dvor Kuret (Kurat)
- Grad Krumperk (Kreutberg)

### L
- Dvor Laknice (Lokniez)
- Dvor Lancovo
- Dvorec Lanovž (Dvorec Zgornji Lanovž, Celje)
- Grad Lanšprež (novi grad) (Landspreis)
- Lanthierijeva graščina (dvorec)
- Lazarinijev dvorec (Valburga)
- Dvorec Legant (Lehnhof)
- Dvorec Legen (Lechen)
- Dvorec Lendava (Lindua inferiorior)
- Dvorec Lepi Dob (Schonaych)
- Dvor Leskovec pri Krškem I.
- Dvor Leskovec pri Krškem II.
- Dvor Leskovec pri Krškem III.
- Dvorec Lesno Brdo (Hilzenegkh)
- Dvorec Litija (Thurn Littey) (Farbarjev turn)
- Dvorec Lisičje (Gayerau)
- Pristava Ljuben
- Knežji dvorec, Ljubljana (nekdanji)
- Dvor Ločna (Lotschna)
- Dvor Ločnik (Lotschnig)
- Dvorec Logatec (Loitsch)
- Dvorec Loka (Laak) (Loški grad)
- Gradič Trbovlje
- Lovski dvorec na Cankovi
- Dvorec Lukavci (Lukauzen)
- Dvor Lukovec (Lukowitz)

### M
- Dvor Mačerole (Matscherolhoff)
- Dvorec Mafejšče (dvorec Maffei; Tusculanum); Šempeter pri Gorici
- Dvor Magolnik
- Dvor Mahovnik (Mooswald)
- Dvorec Mala Loka (Kleinlackh)
- Dvorec Mala Loka, Gorenjska (Hoff Lack)
- Dvor Mala vas (Kleindorf)
- Dvor Malne (Mühlhofen)
- Dvor Matena (Hofflein)
- Dvorec Matzenau
- Dvor Medija (Galleneg)
- Dvor Mekinje (Minkendorf)
- Dvorec Mengeš (Mannsburg) (Mannsburg)/=Mengeški dvorec (Hoff Manspurg; Ravbarjev ali Zgornji grad)?
- Dvorec Mengeš (Hofmansburg) (Hofmansburg)/=Spodnji mengeški (Staretov) grad?
- Križniška komenda Metlika (Möttling) (Grad Metlika)
- Dvor Mevce (Hof an dem Milczberg)
- Dvor Mlino
- Dvor Mokro polje (Nassenfeld)
- Dvorec Mostek (Neuhof)
- Dvorec Moravče(Moräutsch)
- Dvorec Muhlhofen
- Dvorec Murska Sobota

### N
- Dvorec Nadlišek (Ney Nadlischek)
- Dvor Na Dolu (Renzenberg)
- Dvor Na Cerknem (Zircknahof)
- Dvorec Na Loki (Hoflack)
- Dvorec Namršelj (Hammerstill)
- Dvor Narringerjev (Narringerhof)
- Dvor Nemška vas (Deutschdorf)
- Dvorec Neuhaus
- Dvorec Norički vrh (Narrenbühel)
- Dvor Noršinci (Urschendorf)
- Dvor Nova vas (Turn ze Newdorf)
- Dvorec Novi dvor, Novo mesto (Niwenhouen)
- Dvorec Novi dvor, Radeče (Weixelstein)
- Dvorec Novi grad (Obererckenstein)
- Dvorec Novi Kinek
- Dvorec Novo Celje

### O
- Dvorec Ojstrica (Osterwitz)
- Dvor Okljuk (Oklug)
- Dvor Olimje
- Dvor Olševek
- Dvorec Ortnek (Ortnek-Koslerjeva graščina)
- Dvor Osolnik (dominus Hartnidus de Oscelnik)
- Dvor Ostraž (Wolfstrazz)
- Dvorec Ostri vrh (Osterberg)
- Dvor Ostrog (curia Ostro)
- Grad Otočec
- Dvor Otok, Šentjernej (Gutenwerde)
- Dvor Otok, Črnomelj (Werd)

### P
- Dvor Perovo (Perau)
- Dvorec Petanjci (Pethenegh)
- Dvorec Pipanovo (Brunnfeld)
- Dvorec Plavž (Pleyhofen)
- Dvor Pleker (Plekaers)
- Dvor Plemberk
- Dvor Pleterje I. (hof ze Pletriach)
- Dvor Pleterje II. (hoff zew Pletriach)
- Dvor Pleterje III. (Pleterhof)
- Pristava Poček (Potschekh)
- Dvor Pod Bregom (Unter Rain)
- Dvorec Podgrad (Puštal pri Vranskem)
- Dvor Podgorica
- Dvor Podgorje (Podgier)
- Dvor Podkraj (Unterbergen)
- Dvor Podlog (hof zu Puodlog)
- Dvor Podlož (Potlos)
- Dvorec Podrožnik (Rosenbuchel)
- Dvorec Podsmreka (Smreck)
- Dvor Podšentjur (St. Georgen) (Podkum)
- Dvorec Podturn, Dolenjska (Siemitsch)
- Dvorec Podturn, Gorenjska (Unter dem Thurn)
- Grad Podvin (Podwein)
- Dvorec Pogance (Poganiz)
- Dvorec Pogled
- Dvorec Pogonik (Poganick)
- Dvor Polhovica (Pilchberg)
- Dvor Poljče (Pewlich)
- Dvor Poljšica (Poglasehicz)
- Dvorec Polhov Gradec (Billichgratz)
- Dvorec Poljane (Polland)
- Dvor Ponikve (Ponikel)
- Dvorec Ponoviče (Ponowitsch)
- Dvorec Postojna (Adelsberg)
- Dvor Poženik
- Dvor Pragersko (Pragerhof)
- Dvor Prapreče (Prapratschach)
- Dvorec Praproče (Prapretschhoff) (Praproče pri Grosupljem)
- Dvorec Predole (Prewald)
- Dvor Preddvor (Hofflein)
- Dvor Prelogi (Prielog)
- Dvor Preska pri Medvodah (Preska b. Zwischenwässern)
- Dvorec Prestranek (Prostranigkh)
- Dvorec Prežek (Preysegg)
- Pristava Primostek pri Gradcu
- Pristava Bled
- Dvor Prusnik (Pruschnighof)
- Dvor Pšata (Beischeit)
- Mali grad, Ptuj
- Dvor Pudob (Aych)
- Dvor Puklek (hof zu Puklek)
- Dvorec Pukštajn (Buchenstein)
- Dvor Pungart (Pawngartten)
- Dvor Pungert (Baumgarten)
- Dvorec Pungrt (Sternischenhof, Turn in Weingart)
- Dvorec Pusti Gradec (Ödengradez)
- Dvorec Puštal (Burgstall) (Puštalski dvorec)

### R
- Dvorec Račji dvor
- Dvor Račna
- Dvor Radeče (Radkowetz)
- Dvorec Raka I. (Arch)
- Dvorec Raka II. (Arch)
- Dvorec Raka III. (Arch)
- Grad Rakičan (Reketye)
- Dvorec Ravne (Raunach)
- Dvorec Radlje (Mahrenberg)
- Dvor Radlje I.
- Dvor Radlje II.
- Dvor Radlje III.
- Dvor Radlje IV.
- Dvor Radlje V.
- Dvor Radlje VI..
- Dvor Radlje VII..
- Dvor Radlje VIII.
- Dvor Radlje IX..
- Dvor Radlje X.
- Dvorec Radovljica, Gorenjska
- Dvorec Radvanje (Rotwein)
- Dvor Rakovec (Radkowetz)
- Dvor Rakovica (Rakowiez)
- Dvorec Rakovnik (Kroissenegg)
- Dvorec Ravne (Gutenbichel) (Gutenbichel)
- Dvorec Ravne (Raunach) (Raunach)
- Dvorec Ravne (Streiteben) (Streiteben)
- Dvorec Ravno polje (Ebensfeld)
- Dvorec Razdrto (Prewald)
- Dvor Rečica (Reschicz)
- Dvorec Renče (Rentschach)
- Dvorec Repnje (Reittelstein)
- Dvor Ribče (Fischern)
- Dvor Rigonce (Riegelhoff)
- Dvor Robin dvor (Heideg)</small

### S
- Dvor Sajevec
- Dvorec Sava
- Dvorec Schwölla
- Dvor Sekožen
- Dvorec Sela (Gshiess)
- Dvorec Sela, Gorenjska (Sella)
- Dvorec Selo (Ljubljana)
- Dvorec Selo I. (Sella)
- Dvorec Selo II.. (Scharffenstein)
- Dvor Semič I. (Semitsch)
- Dvorec Semič II. (Semitsch)
- Dvorec Senožeče (Snosetsch) (Senožeče)
- Dvorec Sevnica (Haus in mark)
- Dvor Slape (Slapp)
- Dvorec Slatna (Slatteneek)
- Dvorec Slatnik I., Novo mesto
- Dvor Slatnik II., Ribnica.
- Dvor Slivna (Sliphes)
- Grad Slovenska Bistrica
- Dvorec Smlednik (Flödnig)
- Dvorec Smuk (Smuckh)
- Dvor Sora (Ceur)
- Dvorec Soteska(Ainodt)
- Spisičev dvor
- Dvor Spodnja Vižinga
- Dvorec Spodnje Perovo (Perau)
- Dvorec Srebrniče (Silberau)
- Dvorec Staje (Perenstein)
- Dvorec Stara hiša (Altes haus)
- Dvorec Stara Loka (Altenlack)
- Dvor Stari dvor (Altenhof)
- Stoničev grad (Tschernembl - Stonitschhof)
- Dvorec Straža (Straschahoff)
- Strelski dvorec (Hermannshof)
- Dvorec Strmol (Rogatec)
- Grad Strmol
- Dvorec Strnišče (Sternthal)
- Dvor Studena(Freudenau)
- Dvor Studenec (hof zu Prunn)
- Dvor Studeno (Kaltenfeld)
- Dvor Sušje
- Vila Bled
- Dvorec Sveržaki (Schwerschak, Žveršak)
- Dvorec Sv. Helena (St. Helena)
- Dvor Sv. Jakob ob Savi
- Dvor Svibno (Hof bei Scherffenberg)

### Š
- Dvorec Šahenturn (Schachenturn)
- Dvorec Šefert (Schoffart)
- Dvor Šenčur
- Dvorec Šenek
- Dvor Šentpavel (St. Paul bei Domschale)
- Dvor Šikulje (Sheckelhoff)
- Šinkov Turn (Schenkenturn)
- Škofijski dvorec, Ljubljana
- Dvorec Špitalič (Neuthal)
- Dvorec Šratnek (Shrottenegg)
- Šrotenturn (Schrottenturn)
- Dvorec Štanof
- Dvorec Štatenberg
- Dvorec Šteberk (Steegberg)
- Pristava Štrekljevec
- Dvor Šujica (Schuitz)
- Dvorec Šuta (Schutt)

### T
- Dvorec Teriška vas (Tarischenhoff)
- Dvorec Temnar (Themler)
- Dvorec Thumersfelden
- Dvorec Thurnau pri Ljubljani (Thurnau) (Turn pri Ljubljani)
- Dvorec Tišina (Tysina)
- Tivolski grad (Podturn ali dvorec Tivoli)
- Trebniški dvorec
- Dvorec Troblje (Rottenbach)
- Dvorec Turn pri Gabrovki (Turn Gallenstein)
- Grad Turn, Gornja Bitnja
- Stolp Turn, Ljubljana (Grad Kodeljevo /Turn ob Ljubljanici)
- Stolp Turn, Mokronog
- Dvorec Turn pri Preddvoru (Newnburg)
- Dvorec Turn, Radeče (Thurn unter Ratschach)
- Dvorec Turn, Šoštanj
- Dvorec Turn v Višnji gori (Weichselbach)
- Dvorec Turnišče

### V
- Dvor Valdraž (Waldrasch)
- Dvorec Velika vas (Grossdorf)
- Dvor Veržej(Wernsee)
- Dvor Veselka (Wesselka)
- Vetrinjski dvor
- Dvor Vidernica (Widernitzhof)
- Dvorec Viltuš (Wildhaus)
- Dvorec Vina Gorica (Weinbüchel)
- Dvorec Visoko (Wizzoch) (Tavčarjev dvorec)
- Dvor Viševek
- Dvorec Višnja Gora (Weichselberg)
- Dvor Vižinga(Visingen)
- Dvorec Volavče(Wollautsche)
- Dvor Volavškov gradič (Neuruckenstein)
- Dvorec Volčji potok (Wolfbüchel)
- Dvorec Vrh (Auenthal)
- Dvorec Vrhovo (Freihof)
- Dvor Vrtača (Turiach)

### W
- Dvor Wildenhag

### Z
- Dvorec Zablate (Moosthal)
- Dvorec Zaboršt (Forst)
- Dvorec Zagorica (Sagoritz)
- Dvor Zagorje ob Savi (Sagor)
- Dvorec Zalog (Breitenau)
- Zalog (Wartenberg) (Wartenberg)
- Dvor Zalog, Gorenjska
- Dvor Zapoge (Sapoge)
- Dvor Zapotok
- Dvorec Zaprice (Steinbüchel)
- Dvorec Zapuže (Sehneekenbilchel)
- Dvor Zaselo(Seehof, Zusihof)
- Dvor Zasip pri Bledu
- Dvor Zastava (Sastawa, Satz)
- Dvor Zavlar (Feldenhofen)
- Dvor Zavratec (Sauratezhof)
- Dvorec Zavrh (Saverch)
- Dvor Zavrh (Neudorf)
- Dvorec Zbure (Rudolphswerff)
- Dvorec Zduša (Sdusch)
- Dvorec Zemono
- Dvorec Zgorna Polskava
- Dvorec Zgornje Perovo (Oberperau)
- Dvor Zgornji Kolovrat (Oberkolobrat)
- Dvorec Zgornji Lanovž (tudi dvorec Lanovž, Celje)
- Dvor Zlatenek (Slatenegg)

### Ž
- Dvor Žabnica (Safnitz)
- Dvorec Žalski gradič (Sallenberg)
- Dvor Žapuže (Sapelsach)
- Dvorec Železne Dveri (Eisenthor)
- Dvorci Železniki (Eisern)
- Dvor Žiče
- Grad Žovnek (Ruhenthal)